# Out Ta Get Me
Out ta Get Me – utwór amerykańskiego zespołu hardrockowego Guns N' Roses, wydany w 1987 roku na debiutanckim albumie Appetite for Destruction. Tekst piosenki opowiada o ciągłych kłopotach wokalisty zespołu Axla Rose'a z prawem podczas jego młodości w Indianie. Gitarzysta Slash opisał pisanie piosenki jako jeszcze szybsze niż pisanie „Welcome to the Jungle”, co oznacza, że została ona napisana w mniej niż trzy godziny.

## Występy na żywo
Utwór był grany na żywo przez zespół podczas trasy koncertowej Appetite for Destruction Tour, która trwała od 1986 do 1989 roku. Od 2006 roku, znowu był on wykonywany na koncertach regularnie. Podczas trasy koncertowej Not in This Lifetime... Tour, w której uczestniczył prawie cały oryginalny skład zespołu, piosenka również była często wykonywana.

## Personel
- Axl Rose – śpiew
- Slash – gitara elektryczna
- Izzy Stradlin – gitara rytmiczna
- Duff McKagan – gitara basowa
- Steven Adler – perkusja